# Ten men workin'
Ten men workin' is een lied dat werd geschreven door Neil Young. Samen met The Bluenotes bracht hij het in 1988 uit op een single met I'm goin' op de B-kant. Daarnaast verscheen het dat jaar als openingsnummer op hun album This note's for you. 
The Bluenotes was een formatie die speciaal voor het album was samengesteld en had onder meer Ben Keith en Frank Sampedro in de gelederen. De single belandde op nummer 6 van de rocklijst van Billboard.
Het is een nummer in de bluesrock. Het ligt dicht tegen muziek aan die hij ook in eerdere tijden maakte, maar niet zo zeer rond deze jaren. In het nummer zingt Young dat ze met tien man aan het werk zijn voor het publiek. Het is hun taak (job) om die de hele avond te laten dansen.